# 卧牛山街道
卧牛山街道，是中华人民共和国安徽省合肥市巢湖市下辖的一个乡镇级行政单位。

## 行政区划
卧牛山街道下辖以下地区：
北大街社区、西河街社区、南巢街社区、人民路社区、西圣社区、映月社区、花园社区、湖光社区、贾塘社区、龟山社区、伍贾社区、健康西路社区、山口村、桥头村和桥东村。